# Johanna von Österreich

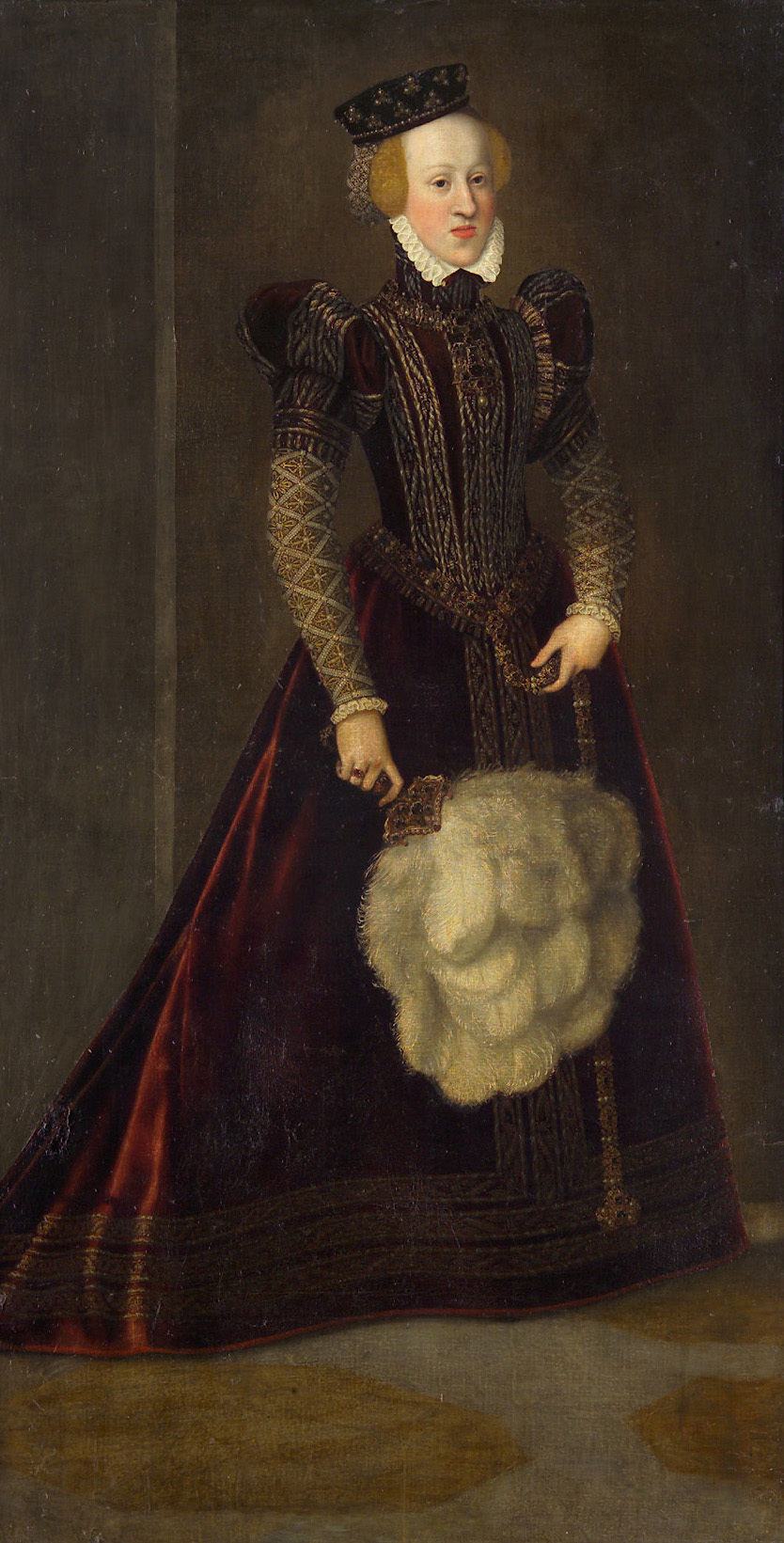
Francesco Terzio, Erzherzogin Johanna, Großherzogin von Toskana, 1565, Kunsthistorisches Museum

Johanna von Österreich (* 24. Januar 1547 in Prag; † 10. April 1578 in Florenz) war eine Erzherzogin von Österreich und durch Heirat vom 21. April 1574 bis 10. April 1578   Großherzogin von Toskana.

## Biografie
Johanna war das jüngste von fünfzehn Kindern des römisch-deutschen Königs und späteren Kaisers Ferdinand I. (1503–1564) und seiner Ehefrau Anna von Böhmen und Ungarn (1503–1547), Tochter des böhmischen und ungarischen König Wladislaw II. Infolge der Geburt Johannas verstarb ihre Mutter. Johanna bekam für die damalige Zeit eine fundierte Ausbildung in Philosophie, Kunst, Musik und in Französisch, Spanisch, Italienisch, Ungarisch und in Latein.

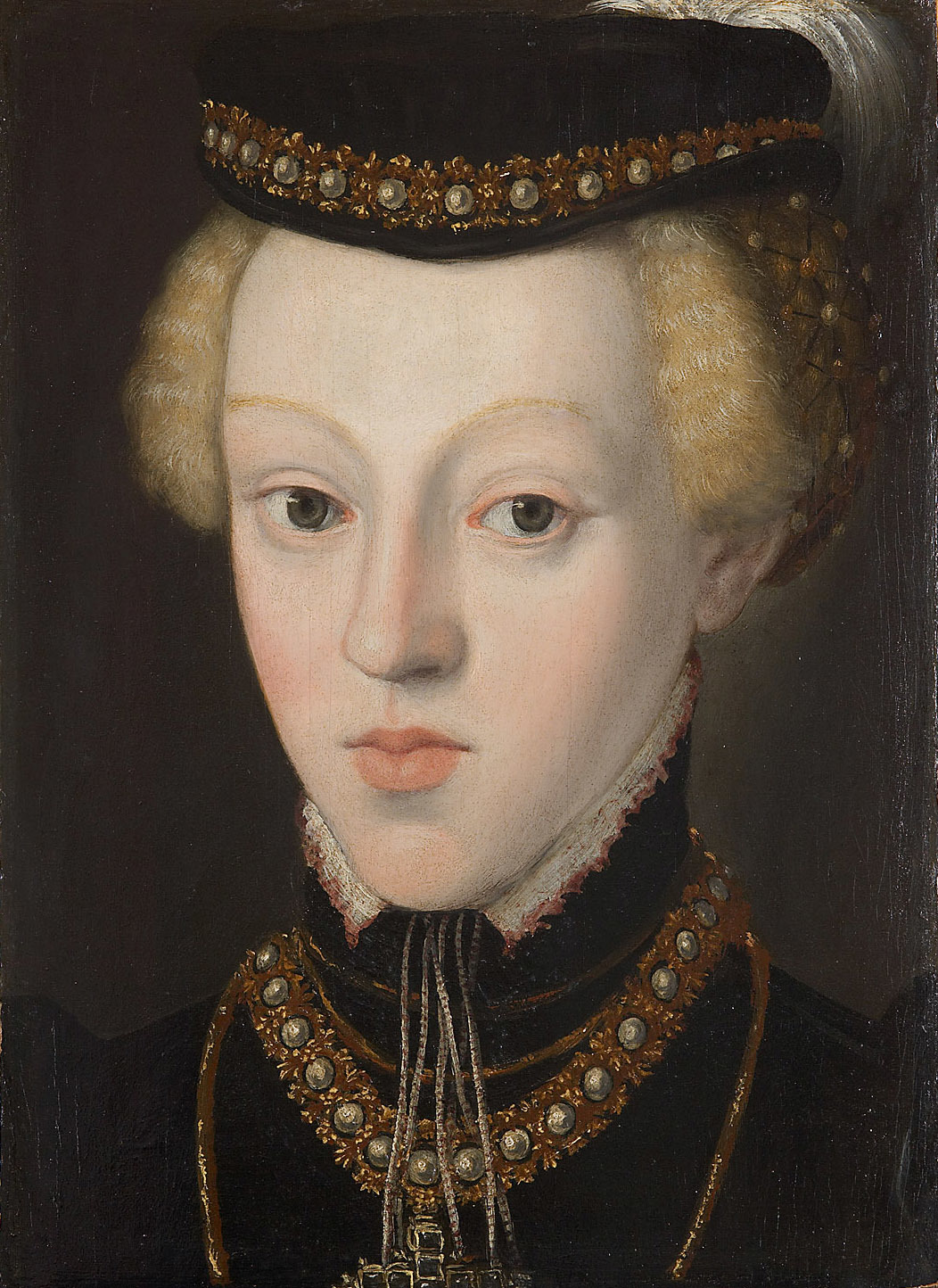
Erzherzogin Johanna von Österreich (Brustbild auf Holz von Giuseppe Arcimboldo, um 1562)

Bereits Johannas ältere Schwestern Katharina, Eleonore und Barbara hatten italienische Fürsten geheiratet. Um den Einfluss des Kaiserhauses in Italien zu verstärken, wurde auch über Johannas Ehe in diese Richtung verhandelt. Am 18. Dezember 1565 heiratete Johanna in Florenz den späteren Großherzog Franz I. von Toskana aus dem Haus Medici (1541–1587). Anlässlich der Vermählung Franz’ mit Johanna wurde der Palazzo Vecchio umfassend dekoriert. Die dort auf Fresken dargestellten altösterreichischen Städte zeigen sich als Juwelen der Kaiserkrone. Für den Einzug der Braut war durch Bartolomeo Ammanati auch der Neptunbrunnen an der Piazza della Signoria erbaut worden. Durch die Verbindung des Hauses Medici mit einer österreichischen Erzherzogin wurde ein großer Prestigegewinn erzielt. Papst Pius IV. bot sich an, Franz I. den Titel eines Erzherzogs zu verleihen. Während Maximilian zustimmte, verweigerte sich jedoch die spanische Linie der Habsburger dieser Rangerhöhung, die den Titel des Erzherzogs als Vorrecht des Hauses Österreich betrachtete.
Johanna wurde als blass, fromm, melancholisch, kalt und hochmütig beschrieben, die als Tochter und Schwester eines Kaisers die Medici und ihre Untertanen verachtete. Franz I. entwickelte keinerlei Gefühle zu ihr und hielt seine Affäre mit Bianca Cappello aufrecht. Über diese Affäre beschwerte sich Johanna permanent in Briefen an ihren Bruder Kaiser Maximilian II., der einen Sondergesandten beauftragte, um sich über die Vernachlässigung und Hintenansetzung seiner Schwester in Florenz zu beschweren.
Nachdem die Großherzogin am 10. April 1578 mit ihrem Kind im Kindbett gestorben war, heiratete ihr Mann zwei Monate später seine Mätresse Bianca Cappello. Deren Ehe wurde jedoch erst 1579 offiziell bekannt gegeben. 
Die Grabstätte der Großherzogin Johanna befindet sich in der Basilica di San Lorenzo di Firenze in Florenz.

## Nachkommen
Aus Johannas Ehe mit Francesco I. de’ Medici gingen acht Kinder hervor:
- Eleonora (* 28. Februar 1567; † 9. September 1611) ⚭ 1584 Vincenzo I. Gonzaga (1562–1612), Herzog von Mantua
- Romola (* 20. November 1568; † 2. Dezember 1568)
- Anna (* 31. Dezember 1569; † 19. Februar 1584)
- Isabella (* 30. September 1571; † 8. August 1572)
- Lucrezia (* 7. November 1572; † 14. August 1574)
- Maria (* 26. April 1575 in Florenz; † 3. Juli 1642 in Köln) ⚭ 5. Oktober 1600 Henri IV., König von Frankreich (1553–1610)
- Filippo (* 20. Mai 1577; † 29. März 1582)
- Totgeburt (* 10. April 1578; † 10. April 1578)